# ایوان کونوف
ایوان ایوانوویچ کونوف بازیکن و مربی فوتبال روس بود که مربیگری تیم‌هایی مانند تیم ملی جوانان شوروی، پرسپولیس و راه‌آهن را برعهده داشته‌است. او پیش از آن در دهه ۱۹۴۰ میلادی بازیکن تیم‌های دینامو مسکو و اسپارتاک مسکو بوده‌است. وی فارغ‌التحصیل انستیتو ورزش و مدرسه عالی مربیگری مسکو است. کونوف یکی از برترین گلزنان تاریخ لیگ فوتبال شوروی است.

## مربیگری در ایران

### پرسپولیس
کونوف هشتمین مربی باشگاه پرسپولیس و دومین مربی خارجی آن از ۵ فروردین تا ۱۲ اسفند ۱۳۵۵ بود. او از هفته سوم جام تخت جمشید ۱۳۵۵ روی نیمکت پرسپولیس نشست و حقوق ماهانه ۱۰ هزار تومان دریافت می‌کرد.
به نوشته سایت گل، پرسپولیس در زمان او تدافعی بازی می‌کرد و در بیشتر بازی‌هایش مساوی می‌کرد. اکثر بردها نیز با حداقل اختلاف بود. پرسپولیس با او تا هفته آخر جام تخت جمشید ۱۳۵۵ مدعی قهرمانی بود اما با شکست خارج خانه در برابر نیروی اهواز در هفته ماقبل پایانی نایب‌قهرمان شد.
وقتی از او دربارهٔ علت شکست در برابر نیرو سؤال شد، او پاسخ داده‌بود: «چه انگیزه ای وجود دارد وقتی مربی آینده تیم روی سکو نشسته‌است و شما اختیاری در مقابل بازیکنان خود ندارید؟»
او در نهایت از باشگاه اخراج شد و «دخالت برخی بازیکنان از جمله علی پروین در کار مربیان» را از علل ناکامی خود عنوان نمود.
به نوشته اصغر زارعی، «وی یک مربی مؤدب و آرام بود و با بازیکنانش با احترام رفتار می‌کرد، طوری که جواد الله‌وردی یکی از مدافعان پرسپولیس می‌گوید که یک بار او را در ترکیب قرار نداده بود و بعداً از او عذرخواهی می‌کند».

### راه‌آهن
او در اوایل جام تخت جمشید ۱۳۵۶ مربیگری راه‌آهن را پذیرفت. وی در ۱۱ بازی مربیگری کرد و با ۱ برد و ۷ باخت، پیش از پایان نیم فصل اخراج شد و به شوروی برگشت.